# 聂都乡
聂都乡，是中华人民共和国江西省赣州市崇义县下辖的一个乡镇级行政单位。

## 行政区划
聂都乡下辖以下地区：
聂都村、龙西村、河口村、莲塘村、沉井村、乌洞村、夹州村、竹洞村和白溪村。